# Fernando Hurtado (Fußballspieler, 1927)
Fernando Hurtado Álvarez (* 27. Oktober 1927; † 23. April 1993) war ein chilenischer Fußballspieler. Der Stürmer bestritt zwei Länderspiele für die chilenische Nationalmannschaft und wurde auf Vereinsebene zweimal nationaler Meister. 

## Karriere

### Verein
Fernando Hurtado spielte mindestens von 1950 bis 1955 für Everton, das in den 1950er Jahren vorrangig auf Eigengewächse setzte. So wurde der Offensivakteur mit den Ruleteros, in dessen Kader weitere Nationalspieler wie Torhüter Carlos Espinoza, Mittelfeldspieler Augusto Arenas und Stürmer René Meléndez standen, 1950 und 1952 chilenischer Meister. Es waren die ersten Meisterschaften in der Klubgeschichte. Während 1950 ein Entscheidungsspiel gegen das in der Liga punktgleiche Unión Española notwendig war, das Everton mit 1:0 nach Verlängerung gewann, konnte die Meisterschaft schon wenige Spieltage vor Ende mit einem klaren 4:0-Sieg über Audax Italiano gesichert werden.

### Nationalmannschaft
Fernando Hurtado wurde von Nationaltrainer Luis Tirado für den Campeonato Sudamericano 1953 in Peru nominiert. Dort debütierte der Angreifer beim 3:2-Erfolg gegen Uruguay und wurde zudem bei der 2:3-Niederlage gegen Brasilien für den defensiven Óscar Carrasco eingewechselt. Arenas wurde mit der La Roja Turniervierter, allerdings nur einen Punkt hinter Turniersieger Brasilien. Es blieben seine einzigen Länderspiele.

## Erfolge
Everton
- Chilenischer Meister: 1950, 1952